# Listă de filme Bollywood din 1996
Aceasta este o listă de filme în limba hindi (Bollywood, industrie cu sediul în Mumbai) din 1996:

## 1996
| Titlu                             | Regizor                       | Distribuție                                                                             | Gen                              | Regizor muzical         |
| --------------------------------- | ----------------------------- | --------------------------------------------------------------------------------------- | -------------------------------- | ----------------------- |
| Aatank                            | Prem Lalwani                  | Dharmendra, Girish Karnad, Nafisa Ali, Hema Malini, Amjad Khan, Kader Khan, Ravi Kishan | Action                           | Laxmikant-Pyarelal      |
| Agni Sakshi                       | Partho Ghosh                  | Jackie Shroff, Nana Patekar, Manisha Koirala                                            | Thriller, Drama                  | Nadeem-Shravan          |
| Aisi Bhi Kya Jaldi Hai            | Sachin Pilgaonkar             | Sachin Pilgaonkar, Vivek Mushran, Ashok Saraf, Shrishti Arya                            | Comedy, Romance                  |                         |
| Ajay                              | Suneel Darshan                | Sunny Deol, Karishma Kapoor, Reena Roy, Sharat Saxena                                   | Action                           | Anand Milind            |
| Angaara                           | Anil Ganguly                  | Sadashiv Amrapurkar, Suresh Bhagwat, Hemant Birje                                       |                                  |                         |
| Army                              | Jatin Thakran                 | Sridevi, Danny Denzongpa, Mohnish Behl, Ronit Roy, Shahrukh Khan                        | Drama                            | Anand Milind            |
| Aur Ek Prem Kahani                | Balu Mahendra                 | Ramesh Aravind, Heera Rajagopal, Revathy, Sudhir Ahuja, Sushma Ahuja, Akshay Anand      |                                  |                         |
| Aurat Aurat Aurat                 | K. Vishwanath                 | Rekha, Vinod Mehra, Rakesh Roshan, Aruna Irani, Neeta Mehta                             | Drama                            | Laxmikant-Pyarelal      |
| Bal Bramhachari                   | Prakash Mehra, Beendhu Shukla | Puru Rajkumar, Karisma Kapoor, Deepak Tijori                                            |                                  |                         |
| Bambai Ka Babu                    | Vikram Bhatt                  | Saif Ali Khan, Kajol, Atul Agnihotri                                                    | Action, Romance                  | Anand-Milind            |
| Bandish                           | Prakash Jha                   | Juhi Chawla, Guddi Maruti, Paresh Rawal                                                 | Comedy, Drama, Romance           |                         |
| Beqabu                            | N. Chandra                    | Sanjay Kapoor, Mamta Kulkarni, Amrish Puri                                              | Action, Drama, Romance, Family   |                         |
| Bhairavi                          | Arunaraje                     | Ashwini Bhave, Sridhar, Manohar Singh                                                   | Drama, Musical, Romance          |                         |
| Bhishma                           | Jagadish A. Sharma            | Mithun Chakraborty, Anjali Jathar, Vani Viswanath, Harish                               | Action                           | Dileep Sen - Sameer Sen |
| Cha Cha Charlee                   | K. Balachander                | Kamal Hassan, Revathy, Srividya                                                         | Comedy                           |                         |
| Chaahat                           | Mahesh Bhatt                  | Shah Rukh Khan, Naseeruddin Shah, Anupam Kher, Pooja Bhatt, Ramya Krishna               | Drama, Comedy, Thriller          | Anu Malik               |
| Chall                             |                               | Jackie Shroff                                                                           |                                  |                         |
| Chhota Sa Ghar                    | Kalpataru                     | Asrani, Neelima Azim, Ajinkya Deo                                                       |                                  |                         |
| Chhote Sarkar                     | Manoj Agarwal                 | Govinda, Shilpa Shetty                                                                  | Drama                            | Anand Milind            |
| Daanveer                          | T.L.V. Prasad                 | Mithun Chakraborty, Vikas Anand, Anusha, Asrani                                         | Action, Crime, Drama             |                         |
| Daraar                            | Abbas-Mustan                  | Rishi Kapoor, Juhi Chawla, Arbaaz Khan, Johnny Lever, Sushma Seth                       | Drama, Thriller                  | Anu Malik               |
| Dastak                            | Mahesh Bhatt                  | Sharad Kapoor, Mukul Dev, Sushmita Sen, Manoj Bajpai                                    | Thriller                         | Rajesh Roshan           |
| Dil Tera Deewana                  |                               | Saif Ali Khan, Twinkle Khanna                                                           | Romance, Thriller                | Aadesh Shrivastava      |
| Diljale                           | Harry Baweja                  | Ajay Devgan, Sonali Bendre, Madhoo, Amrish Puri, Gulshan Grover                         | Action                           | Anu Malik               |
| Duniyaa Jhukti Hai                |                               | Sadashiv Amrapurkar, Jamuna, Anupam Kher                                                |                                  |                         |
| Dushman Duniya Ka                 | Mehmood                       | Manzoor Ali, Laila Mehdin, Farida Jalal, Jeetendra, Shahrukh Khan, Salman Khan          | Drama                            | Anu Malik               |
| Ek Anari Do Khiladi               | Ravi Raja                     | Raveena Tandon, Balakrishna, Ramya Krishnan                                             | Action, Romance, Drama           |                         |
| Ek Tha Raja                       | Dayal Nihalani                | Sunil Shetty, Saif Ali Khan, Aditya Pancholi, Neelam Kothari                            | Romance                          | Anand Milind            |
| English Babu Desi Mem             | Praveen Nischol               | Shah Rukh Khan, Sonali Bendre                                                           | Romance                          | Nikhil - Vinay          |
| Fareb                             | Vikram Bhatt                  | Faraaz Khan, Suman Ranganathan, Milind Gunaji                                           | Thriller                         | Jatin-Lalit             |
| Fire                              | Deepa Mehta                   | Nandita Das, Shabana Azmi                                                               | Social                           | A. R. Rahman            |
| Ghatak                            | Raj Kumar Santoshi            | Sunny Deol, Meenakshi Seshadri, Amrish Puri, Om Puri, Danny Denzongpa                   | Action, Romance                  | R. D. Burman            |
| Gehra Raaz                        | Ramesh Bedi                   | Salma Agha, Raj Babbar, Jamuna                                                          |                                  |                         |
| Great Robbery                     | Ram Gopal Varma               | Nagarjuna Akkineni, Arun Govil, Paresh Rawal                                            |                                  |                         |
| Hahakaar                          | Sudarshan K. Rattan           | Akshay Anand, Chandni, Neelima Azim                                                     | Action, Crime, Drama             |                         |
| Halo                              | Santosh Sivan                 | Benaf Dadachandji, Rajkumar Santoshi, Sahil Choujar                                     |                                  |                         |
| Hasina Aur Nagina                 | Gautam Bhatia                 | Sadashiv Amrapurkar, Jagdeep, Kiran Kumar                                               |                                  |                         |
| Himmat                            | Sunil Sharma                  | Sunny Deol, Shilpa Shetty, Tabu                                                         | Action                           | Anand Milind            |
| Himmatvar                         | Talat Jani                    | Arun Bakshi, Gajendra Chouhan, Dharmendra                                               | Action                           |                         |
| Hukumnama                         | B.R. Ishara                   | Amjad Khan, Mukesh Khanna, Rajat Kumar                                                  |                                  |                         |
| Hum Hain Khalnayak                | R. Thakur                     | Arjun, Rajni Bala, Kishore Anand Bhanushali                                             | Action                           |                         |
| Hum Hain Premi                    | Ajay Dixit                    | Mahesh Anand, Tinnu Anand, Bindu                                                        | Romance                          |                         |
| Is Raat Ki Subah Nahin            | Sudhir Mishra                 | Tara Deshpande, Akhil Mishra, Smriti Mishra                                             |                                  |                         |
| Jaan                              | Raj Kanwar                    | Ajay Devgn, Twinkle Khanna, Amrish Puri                                                 | Action, Romance                  |                         |
| Jagannath                         |                               | Sangeeta Bijlani, Mukesh Khanna, Rami Reddy                                             | Action                           |                         |
| Jay Baba Pashupatinath            | Satish Kumar                  | Shyam Awasthi, Rajdev Jamudhale, Sudhanshu Joshi                                        |                                  |                         |
| Jeet                              | Raj Kanwar                    | Sunny Deol, Tabu, Karisma Kapoor, Salman Khan                                           | Drama                            | Nadeem-Shravan          |
| Jung                              | T. Rama Rao                   | Ajay Devgn, Mithun Chakraborty, Sujata Mehta, Rambha                                    |                                  |                         |
| Jurmana                           | T.L.V. Prasad                 | Rambha, Ashwini Bhave, Mithun Chakraborty                                               | Action                           |                         |
| Kalinga                           |                               | Jackie Shroff                                                                           |                                  |                         |
| Khamoshi: The Musical             | Sanjay Leela Bhansali         | Salman Khan, Manisha Koirala, Nana Patekar, Seema Biswas                                | Social, Romance                  | Jatin-Lalit             |
| Khiladiyon Ka Khiladi             | Umesh Mehra                   | Rekha, Akshay Kumar, Raveena Tandon                                                     | Action                           | Anu Malik               |
| Khilona                           | Deepak Pawar                  | Aditya Pancholi, Monica Bedi                                                            |                                  |                         |
| Khoon Ki Pyasi                    | K.C. Handra                   | Rita Bhaduri, Ramesh Goyal, Javed Khan                                                  | Horror                           |                         |
| Krishna                           | S. Deepak                     | Sunil Shetty, Karishma Kapoor                                                           | Romance, Action                  | Anu Malik               |
| Laalchee                          | Raj N. Sippy                  | Anil Dhawan, Avtar Gill, Karina Grover, Pran                                            | Drama                            |                         |
| Loafer                            | David Dhawan                  | Anil Kapoor, Juhi Chawla, Farida Jalal, Gulshan Grover                                  | Comedy                           | Anand Milind            |
| Maachis                           | Gulzar                        | Tabu, Chandrachur Singh, Om Puri                                                        | Crime, War                       | Vishal Bhardwaj         |
| Maahir                            | Lawrence D'Souza              | Hema Malini, Govinda, Farha Naaz                                                        | Family                           |                         |
| Mafia                             |                               | Ishrat Ali, Somy Ali, Ali Asghar                                                        | Action                           |                         |
| Majhdhaar                         | Ismayil Shroff                | Salman Khan, Manisha Koirala                                                            | Drama                            | Nadeem-Shravan          |
| Masoom                            | Mahesh Kothare                | Tinnu Anand, Sulabha Arya, Arun Bakshi, Ayesha Jhulka                                   | Action                           |                         |
| Megha                             | Mohanjee Prasad               | Shammi Kapoor, Karisma Kapoor, Rahul Roy                                                |                                  |                         |
| Mr. Bechara                       | K. Bhagyaraj                  | Sridevi, Anil Kapoor, Akkineni Nagarjuna, Anupam Kher                                   | Comedy, Drama                    | Anand Milind            |
| Muqadama                          | K.C. Bokadia                  | Vinod Khanna, Aditya Pancholi, Tanuja, Guddi Maruti                                     | Action                           |                         |
| Muqaddar                          | T.L.V. Prasad                 | Mithun Chakraborty, Moushumi Chatterjee, Ayesha Jhulka, Simran                          |                                  |                         |
| Muthi Bhar Zameen                 | Tinnu Anand                   | Danny Denzongpa, Poonam Dhillon, Kumar Gaurav                                           | Action                           |                         |
| Namak                             | Kawal Sharma                  | Sanjay Dutt, Farah, Fatima Sheikh, Gulshan Grover                                       | Action                           | Anu Malik               |
| Nirbhay                           |                               | Sadashiv Amrapurkar, Sangeeta Bijlani, Mithun Chakraborty                               |                                  |                         |
| Papa Kehte Hai                    | Mahesh Bhatt                  | Jugal Hansraj, Amin Hajee, Dinesh Hingoo                                                |                                  |                         |
| Papi Gudia                        | Lawrence D'Souza              | Avinash Wadhavan, Karisma Kapoor, Tinnu Anand                                           | Horror, Thriller                 |                         |
| Prem Granth                       | Rajiv Kapoor                  | Rishi Kapoor, Madhuri, Prem Chopra, Shammi Kapoor                                       | Social, Romance                  |                         |
| Raja Aur Rangeeli                 | K.S. Prakash Rao              | Mamta Kulkarni                                                                          | Comedy, Romance                  |                         |
| Raja Hindustani                   | Dharmesh Darshan              | Karisma Kapoor, Aamir Khan, Johnny Lever                                                | Romance                          | Nadeem-Shravan          |
| Raja Ki Aayegi Baraat             | Ashok Gaekwad                 | Rani Mukerji, Shadaab Khan                                                              | Drama                            | Aadesh Shrivastav       |
| Rajkumar                          | Pankuj Parasher               | Naseeruddin Shah, Anil Kapoor, Madhuri Dixit                                            | Drama, Fantasy, Family, Thriller |                         |
| Rakshak                           | Ashok Honda                   | Sunil Shetty, Sonali Bendre, Karisma Kapoor                                             | Action                           |                         |
| Ram Aur Shyam                     | Raju Mawani                   | Divya Dutta, Sidhant Salaria                                                            | Action, Crime, Drama             |                         |
| Rangbaaz                          | Kanti Shah                    | Ishrat Ali, Mithun Chakraborty, Jack Gaud                                               | Action                           |                         |
| Return of Jewel Thief             | Ashok Tyaagi                  | Ashok Kumar, Dev Anand, Dharmendra                                                      | Crime                            |                         |
| Saajan Chale Sasural              | David Dhawan                  | Govinda, Tabu, Karisma Kapoor, Kader Khan                                               | Comedy, Romance                  | Nadeem-Shravan          |
| Sanshodhan                        | Govind Nihalani               | Manoj Bajpai, Vanya Joshi, Kishore Kadam                                                | Drama                            |                         |
| Sapoot                            | Jagdish A. Sharma             | Sunil Shetty, Akshay Kumar, Karishma Kapoor, Sonali Bendre, Kader Khan, Johnny Lever    | Romance, Action, Drama           | Anu Malik               |
| Sardari Begum                     | Shyam Benegal                 | Kiron Kher, Surekha Sikri, Amrish Puri                                                  | Drama                            | Vanraj Bhatia           |
| Shastra                           | Sanjay Khanna                 | Sunil Shetty, Anjali Jathar, Danny Denzongpa                                            | Action                           | Aadesh Srivastava       |
| Shikaar                           |                               | Urmila Matondkar, Jackie Shroff                                                         |                                  |                         |
| Shohrat                           | Sathish Ranjan                | Mahesh Anand, Aparajita, Asrani                                                         |                                  |                         |
| Smuggler                          | Ajay Kashyap                  | Dharmendra, Reena Roy                                                                   |                                  |                         |
| Spot Boy                          | Pasha P. Jung                 | Akshay Anand, Babban, Raj Kiran                                                         |                                  |                         |
| Talaashi                          |                               | Juhi Chawla, Jackie Shroff                                                              |                                  |                         |
| Tere Mere Sapne                   | Joy Augustine                 | Chandrachur Singh, Arshad Warsi, Priya Gill, Simran, Pran                               | Romance, Drama                   | Viju Shah               |
| The Making of the Mahatma         | Shyam Benegal                 | Rajit Kapur                                                                             | Biography                        | Shantanu Moitra         |
| The Square Circle                 | Amol Palekar                  | Nirmal Pandey, Sonali Kulkarni, Faiyyaz                                                 | Drama, Music, Romance            |                         |
| Tu Chor Main Sipahi               |                               | Akshay Kumar, Saif Ali Khan, Tabu                                                       | Comedy, Drama                    | Dilip Sen, Sameer Sen   |
| Unicorn, the Garden of the Fruits |                               | Yasef Calderón, Romina Barbar, Hukum Singh                                              | Drama, Fantasy                   |                         |
| Vijeta                            | K. Murali Mohan Rao           | Sanjay Dutt, Raveena Tandon, Paresh Rawal                                               | Action                           | Anand Milind            |
| Vishwasghaat                      | Himanshu Brahmbhatt           | Sunil Shetty, Anjali Jathar, Anupam Kher                                                | Action                           |                         |
| Yaaron Ka Yaar                    |                               | Baba Sehgal                                                                             |                                  |                         |
| Yash                              | Sharad Sharan                 | Bijay Anand, Kartika Rane                                                               | Musical                          |                         |
| Zordaar                           | Ajay Kashyap                  | Govinda, Aditya Pancholi, Mandikini, Neelam Kothari                                     |                                  |                         |

## Legături externe
- Bollywood films of 1996 at the Internet Movie Database